# Polferbos

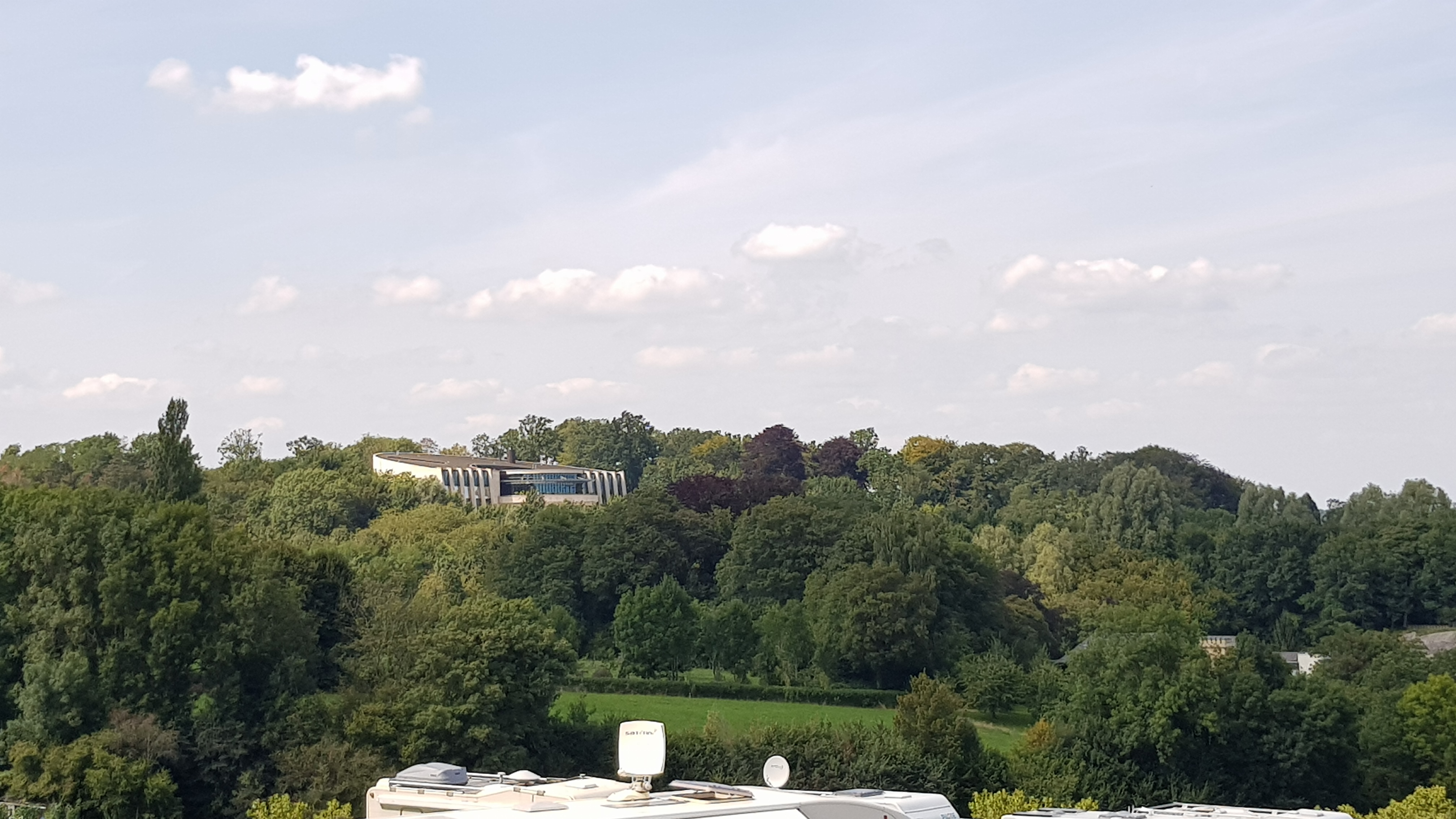
Het gebouw van Holland Casino met er omheen het Polferbos

Het Polferbos is een bos in Nederlands Zuid-Limburg in de gemeente Valkenburg aan de Geul. Het hellingbos ligt ten zuidwesten van Plenkert en ten zuidwesten van Valkenburg met ten noorden ervan de Plenkertstraat en ten zuidoosten de Cauberg, op de noordelijke rand van het Plateau van Margraten in de overgang naar het Geuldal. Ter plaatse duikt het plateau een aantal meter steil naar beneden.
Aan de zuidoostzijde van het bos staat het gebouw van Holland Casino met hiernaast het Kuurpark op de Cauberg. Aan de noordoostrand van het bos ligt het Openluchttheater Valkenburg en daarnaast de Villa Rozenheuvel.

## Groeves
In de hellingen en ondergrond van het Polferbos liggen verschillende ondergrondse kalksteengroeves, waaronder:
- Carolusgroeve
- Pompstation Heytgracht
- Groeve Einde Plenkertweg
- Heidegroeve met de Romeinse Katakomben
- Prehistorische vuursteenmijnen
- Groeve onder het Rotspark
- Heksenkeuken
- Gemeentegrot

## Geschiedenis
In 1891 kocht de Tilburgse Armand Diepen (1846-1895) een zomerverblijf in Valkenburg met de naam Villa Alpha, gelegen aan de Plenkertstraat. Daarbij kocht hij ook de bovenliggende gronden op de hellingen achter de villa, liet daar in de winter van 1892-1893 een rotspark aanleggen en bouwde er een restaurant. Vervolgens werd door hem het Polferbos aangekocht waarin hij wandelpaden liet aanleggen.
In 1910 werd in het Polferbos het Cuypershuisje gebouwd dat toegang geeft tot de Romeinse Katakomben.
Tijdens de Tweede Wereldoorlog werden er bovenop de Cauberg zes bunkers aangelegd ten behoeve van de ondergrondse oorlogsfabriek in de Heidegroeve. Vijf van de zes bunkers bestaan nog. De zesde is gesloopt en ter plaatse is in 1995 het gebouw van Holland Casino gebouwd.